# 克拉克西主义

贝蒂诺·克拉克西

克拉克西主义（義大利語：Craxismo）是一种基于意大利社会党领袖贝蒂诺·克拉克西的思想的政治意识形态。克拉克西在1983年—1987年担任意大利总理。克拉克西主义是1976年—1994年意大利社会党的非正式理论。1994年，由于腐败丑闻，意大利第一共和国和意大利社会党同时瓦解。
“克拉克西主义”一词有时被用作贬义词，其思想基础是社会民主主义、社会主义和自由保守主义的综合。虽然克拉克西领导下的意大利社会党通常与第三世界主义、支持阿拉伯国家、环境保护主义以及对现代福利国家的信仰等典型的中左翼立场相关联，但它也支持大西洋主义和亲欧洲主义，主张私有化和自由化措施，并强调捍卫领土主权（例如锡戈内拉危机）以及在堕胎和禁毒战争等问题上推动较为保守的政策。
后来出现的“第三条道路”理论受到了克拉克西主义的影响。